# Olga Bede
Pour les articles homonymes, voir Bede.
Dans le nom hongrois Bede Olga, le nom de famille précède le prénom, mais cet article utilise l’ordre habituel en français Olga Bede, où le prénom précède le nom.
Olga Bede (Dicsőszentmárton, 24 novembre 1908 - Târgu Mureș, 1985) était une femme de lettres roumaine de langue hongroise. 
Elle finit ses études à Dicsőszentmárton en 1925 et travailla comme bureaucrate en Transylvanie. 

## Œuvres
- Harkály doktor, 1957
- Az Óperencián innen és túl, 1957
- Aranymadár, 1958
- Varázstükör, 1958
- Két kis csibész kalandjai, 1960
- Pionírok az űrhajón, 1961
- Kék virág, 1961
- Mai játék, 1963
- Pionír-köszöntő, 1964
- Mesél az erdő, 1964
- Be szép a nyár, 1968
- Bújj, bújj zöld ág, 1968